# Janet.
Pour les articles homonymes, voir Janet.
Albums de Janet Jackson
Rhythm Nation 1814
(1989) The Velvet Rope
(1997)
Singles
1. That's the Way Love Goes
2. If
3. Again
4. Because of Love
5. Any Time, Any Place
6. Throb
7. You Want This
8. Whoops Now/What'll I Do

Janet. est le cinquième album de la chanteuse américaine Janet Jackson. Il est sorti le 18 mai 1993. 
Il s’est classé les deux premières semaines après sa sortie no 1 des ventes au Royaume-Uni. À ce jour, il s'agit de l'album de Janet Jackson le plus vendu avec environ 14 millions d’exemplaires écoulés dans le monde et 7 millions uniquement aux États-Unis. Quatre ans après le succès de Rhythm Nation 1814, l'album Janet. confirme l'importance de Janet Jackson comme une des plus grandes artistes féminines pop en ce début des années 1990. L'artiste aborde ici des sujets plus intimes comme la vision féminine de la sexualité. Il s'agit du premier album de Janet Jackson sorti chez Virgin Records.
Le titre de l'album "Janet, point final" a pour but de dissocier son image publique de son appartenance à la famille Jackson.

## Contenu de l'album
Après les chansons autobiographiques de Control et avoir parlé des problèmes sociaux sur Rhythm Nation 1814, elle décide de faire un album sur les relations et l'amour. Cet album marque aussi une rupture avec le son rigide et brut de l'album Rhythm Nation 1814. Elle déclare en interview vouloir amener du changement dans sa musique et apporter une légèreté au son de l'album.
Ce disque est principalement RnB, mais elle désire étendre ses styles musicaux sur cet album, devenant un disque très varié musicalement. Elle s'aventure dans le jazz (That's the Way Love Goes), le rock (What I'll Do), la house (Throb), la bossa Nova (The Body That Loves You), la pop (Again et Whoops Now), le new jack swing (You Want This), la musique classique et l'opéra (This Time), le swing (Funky Big Band) et le rap (New Agenda). La chanson If est un mélange de Hip-Hop et heavy Metal.
La chanson Again est utilisée sur la bande originale du film Poetic Justice de John Singleton.

## Couverture de l'album
La couverture de l'album montre un portrait en très gros plan de Janet Jackson, les mains posées sur la tête. Au dos, on y voit un gros plan sur son nombril et un jeans déboutonné.
Le numéro de septembre 1993 de la revue Rolling Stone place en couverture la chanteuse, les mains sur la tête et les seins cachés par les mains de son mari René Elizondo Jr. Il s'agit de la version non recadrée de la photo utilisée pour la pochette de l'album. Celle-ci est reprise dans son intégralité pour l'édition spéciale de Janet. parue deux mois plus tard.

## Liste des titres
Tous les titres de l'album sont composés et produits par Janet Jackson, Jimmy Jam et Terry Lewis, sauf indication contraire.
La chanson Whoops Now est à l'origine une chanson cachée présente uniquement sur les versions CD de l'album. Le titre n'est pas crédité sur la liste des titres au dos du CD et dans le livret sur les pressages sortis entre 1993 et 1995. Ce dernier est repris sur les éditions parues après la sortie en single de Whoops Now.
Whoops Now a été ajouté à la réédition du vinyl sortie en 2019.
En 2023, l'album est réédité en double CD. Le deuxième disque comprend sept titres bonus.
1. Morning 0:31
2. That's the Way Love Goes 4:25
3. You Know... 0:12
4. You Want This 5:05
5. Be A Good Boy... 0:07
6. If  4:31
7. Back
8. This Time (avec Kathleen Battle) 6:59
9. Go On Miss Janet 0:05
10. Throb  4:33
11. What'll I Do (Auteur : Steve Cropper / Janet Jackson / Joe Shamwell. Producteur : Jellybean Johnson) 4:01
12. The Lounge 0:12
13. Funky Big Band 5:22
14. Racism 0:08
15. New Agenda (avec Chuck D) (James Harris / Janet Jackson / Terry Lewis / Chuck D) 4:00
16. Love Pt. 2  0:16
17. Because of Love 4:20
18. Wind 0:10
19. Again 3:49
20. Another Lover 0:20
21. Where Are You Now  5:47
22. Hold On Baby 0:10
23. The Body That Loves You 5:32
24. Rain 0:18
25. Any Time, Any Place 7:08
26. Are You Still Up 1:36
27. Sweet Dreams 0:14
28. Whoops Now  5:00 (piste cachée à l'origine, mais ajoutée plus tard comme chanson séparée en digital et sur l'édition Deluxe de 2023)

Titres du CD 2 de l'édition spéciale sortie en 1993.
1. That's the Way Love Goes/If (Medley) 5:48
2. That's the Way Love Goes (We Aimsta Win Mix) 5:41
3. Again (French version) 3:53
4. If (Brothers In Rhythm Swing Yo Pants Mix) 6:21
5. One More Chance (reprise de la chanson des Jacksons) 5:55
6. That's the Way Love Goes (CJ Mackintosh R&B Mix) 6:19
7. If (Todd Terry Janet's Jeep Mix) 6:28
8. Again (Piano/vocal) 3:48

Titres du CD 2 de l'édition Deluxe sortie en 2023.
1. And On And On 4:50
2. 70's Love Groove 5:47
3. One More Chance 5:54
4. You Want This (Remix) (avec MC Lyte) 4:47
5. Where Are You Now (Nellee Hooper mix) 5:22
6. Because of Love (Muggs 7" with bass intro) 3:32
7. That's the Way Love Goes (CJ R&B mix) 4:19

## Crédits
- David Barry :	Guitare
- Kathleen Battle :	Voix
- Jamecia Bennett :	Chœurs
- Lee Blaskey :	Orchestration
- David Bullock : Violon
- David Carr : Flute
- David Ciland : Saxophone (Alto)
- Core Cotton :	Chœurs
- Steve Cropper : Compositeur
- Chuck D :	Rap
- John David :	Compositeur
- Carolyn Daws : Violon
- Hanley Daws :	Violon
- Patrick Demarchelier : Photographie
- Bernie Edstrom :	Arrangements des cors, Trompette
- David Eiland 	Saxophone (alto)
- (Ex) Cat Heads : Rap
- Don Gibson : Compositeur
- Jeff Gottwig : Clarinette, Trompette
- Marie Graham : Chœurs
- Robert Hallgrimson : Saxophone (alto), Trompette
- Jossie Harris : Parler
- Mark Haynes :	Basse, Programmations
- Steve Hodge :	Mixage
- Kenneth Holman :	Clarinette, Saxophone (ténor)
- Ken Holmen :	Clarinette, Saxophone (ténor)
- Janet Jackson : Compositeur, Producteur, Voix, Arrangements
- Jimmy Jam :	Claviers, Compositeur, Producteur, Voix, Arrangements
- Jellybean Johnson : Producteur, Arrangements
- Dave Karr : Flute
- Paul Kennerley : Compositeur
- Merilee Klemp : Hautbois
- Tom Kornacker : Violon
- Jean Krikorian : Design
- Celine Leathead :	Violon
- Lenox :	Compositeur
- Terry Lewis :	Compositeur, Producteur, Arrangements
- Ann Nesby : Choeurs
- Len Peltier :	Direction artistique, Design
- Steven Pikal : Trombone
- Alice Preves : Violon (ténor)
- Laura Preves : Basson
- Gary Rayner :	Basse
- Gary Raynor :	Basse
- David Rideau : Mixage
- G.A. Saraf :	Compositeur
- Joe Shamwell 	Compositeur
- Mike Solieski : Violon
- Stewart :	Compositeur
- Stokley :	Tambours
- Tamas Strasser : Violon (ténor)
- Frank Stribbling : Guitare
- Jeff Taylor :	Basse, Voix
- Daria Tedeschi :	Violon
- Lawrence Waddell : Orgue (Hammond)
- Jimmy Wright : Claviers, Voix
- Steve Wright : Trompette